# Melittomma albitarsis
Melittomma albitarsis is een keversoort uit de familie Lymexylidae. De wetenschappelijke naam van de soort is voor het eerst geldig gepubliceerd in 1936 door Blair.